# Rachel Rodler
Rachel Rodler, Geburtsname: Zipkin (geboren: 16. Januar 1878 in Dsjarschynsk; gestorben: 15. April 1944 im KZ Theresienstadt), war eine deutsche Pathologin.

## Leben
Rodlers Vater war der wohlhabende jüdische Kaufmann Mowcha Zipkin aus Minsk; sie besuchte das Töchtergymnasium in Minsk und studierte von 1896 bis 1902 an der Universität Bern Medizin. In der Schweiz war zu dieser Zeit das Medizinstudium für Frauen schon möglich. 1902 wurde Rachel Rodler bei Hans Strasser promoviert. Anschließend arbeitete sie als einzige weibliche Assistentin am Pathologischen Institut in Bern, später auch an anderen Kliniken in Bern. 1904 wurde sie Mitglied in der Deutschen Pathologischen Gesellschaft, mehrmals referierte sie – ebenfalls als erste Frau – auf Jahrestagungen der Gesellschaft. 1907 zog sie nach Berlin, wo sie ein Jahr später den Nürnberger Arzt Karl Adam Rodler heiratete. Mit ihm zusammen betrieb Rachel Rodler seit 1909 ein privates Laboratorium für medizinische Diagnostik in Nürnberg. Ab 1910 sind mehrere medizinische Fachvorträge Rodlers in Nürnberg belegt. 1925 konvertierte Rachel Rodler zum evangelischen Glauben.
Nach den sog. „Nürnberger Gesetzen“ war Rachel Rodler zunächst durch ihren nicht-jüdischen Ehemann vor Verfolgung geschützt. Da ihr Ehemann bald darauf starb, entfiel dieser Schutz jedoch und Rodler war immer stärker der antijüdischen Verfolgung ausgesetzt. 1938 wurde ihre Approbation per Gesetz gelöscht, im Novemberpogrom 1938 wurden ihre Laboreinrichtung, ihre Fachbibliothek und die sonstige Einrichtung geplündert; das Wohnhaus und andere Grundstücke in ihrem Besitz wurden ebenfalls enteignet (arisiert).
1941 wurde Rachel Rodler von der Gestapo verhaftet und 1944 mit dem letzten Transport aus Nürnberg in das KZ Theresienstadt deportiert, wo sie am 15. April 1944 unter unbekannten Umständen zu Tode kam.
Rodler erarbeitete wichtige „Ein-Autor-Arbeiten“, sie galt als eine „Pionier-Pathologin“ in ihrer Zeit.

## Veröffentlichungen
- Beiträge zur Kenntnis der gröberen und feineren Strukturverhältnisse des Dünndarms von Inuus Rhesus. In: Anatomische Hefte: Referate und Beiträge zur Anatomie und Entwicklungsgeschichte. Abt. 1, Arbeiten aus anatomischen Instituten. Bd. 23 (1903), S. 113–185 (zugl. Univ. Bern, Diss.).
- Hyalinähnliche collagene Kugeln als Produkte epithelialer Zellen in malignen Strumen. In: Virchows Archiv für pathologische Anatomie und Physiologie und für klinische Medizin. Bd. 182 (1905), S. 374–406 (https://doi.org/10.1007/BF01994414).
- Hyalinähnliche kollagene Kugeln als Produkte epithelialer Zellen in malignen Strumen. In: Verhandlungen der Deutschen Pathologischen Gesellschaft: Tagung. Bd. 9 (1905), S. 153f.
- Auftreten von Fett in der Körpermuskulatur bei Durchquetschung des Halsmarkes. In: Virchows Archiv für pathologische Anatomie und Physiologie und für klinische Medizin. Bd. 185 (1906), S. 478–483 (https://doi.org/10.1007/BF01990929).
- Über Riesenzellen mit randständigen Kernen in Sarkomen. In: Virchows Archiv für pathologische Anatomie und Physiologie und für klinische Medizin. Bd. 186 (1906), S. 240–258 (https://doi.org/10.1007/BF01944933); Nachtrag. In: Virchows Archiv für pathologische Anatomie und Physiologie und für klinische Medizin. Bd. 187 (1907), S. 195f. (https://doi.org/10.1007/BF01945908).
- Über ein Adeno-Rhabdomyom der linken Lunge und Hypoplasie der rechten bei einer totgeborenen Frucht. In: Virchows Archiv für pathologische Anatomie und Physiologie und für klinische Medizin. Bd. 187 (1907), S. 244–264 (https://doi.org/10.1007/BF01946018).
- Über einen Fall von akuter großzelliger lymphatischer Leukämie mit generalisierter Hauterkrankung. In: Virchows Archiv für pathologische Anatomie und Physiologie und für klinische Medizin. Bd. 197 (1909), S. 135–167 (1909) (https://doi.org/10.1007/BF01948040).

## Auszeichnungen
- König Ludwig-Kreuz